# Lipovènes
Les Lipovènes (en russe : липоване ; en roumain : lipoveni), ou vieux-croyants (comme ils se nomment eux-mêmes), sont une communauté orthodoxe vieille-croyante d'origine majoritairement russe établie au XVIIIe siècle en Ukraine (56 000 personnes), en Roumanie (29 700 personnes) et en Moldavie. En Ukraine, les Lipovènes sont regroupés autour de Fântâna Albă (en ukrainien : Біла Криниця, leur ancien siège en Bucovine, devenu soviétique en 1940) et en Bessarabie méridionale (Boudjak), notamment autour de Vylkove. En Roumanie, les Lipovènes habitent surtout les régions de la Moldavie septentrionale (principalement la Bucovine) et de la Dobroudja (principalement le delta du Danube) ; leur siège est, depuis 1940, à Brăila sur le Danube. C'est là que depuis 1990 paraît leur journal bilingue Zorile (qui veut dire L'Aube en roumain).

## Histoire et traditions
« Lipovènes » est une francisation ancienne du roumain Lipoveni qui lui-même provient de Filipoveni, l'une des confessions des vieux-croyants, les Filipoviens, adeptes de Daniil Filippov le Pustosviat (« saint anachorète ») de Kostroma (1672-1742). C'est l'un des noms modernes des Raskolniki, orthodoxes vieux-croyants appelés parfois « les Cathares russes », partis de Russie à la fin du XVIIe siècle, lorsque cette dernière s'est pervertie (à leurs yeux) en adoptant une série de réformes religieuses. Persécutés par le gouvernement du tsar Pierre le Grand, ils ont été pourchassés par les Cosaques et ont trouvé refuge dans la principauté roumaine de Moldavie et dans l'Empire ottoman alors maître des abords de la mer Noire. Là, autour des limans du bas-Danube et de la Mer Noire, ils ont rencontré des Grecs et des Roumains dont ils ont appris la pêche qui fut jusqu'à récemment leur principale activité. Ils n'ont plus de mère patrie, et pour cette raison ne se définissent pas comme Russes, même si 80 % des Lipovènes parlent russe (dans une variété particulière à cause de la séparation historique d'autres communautés russophones).

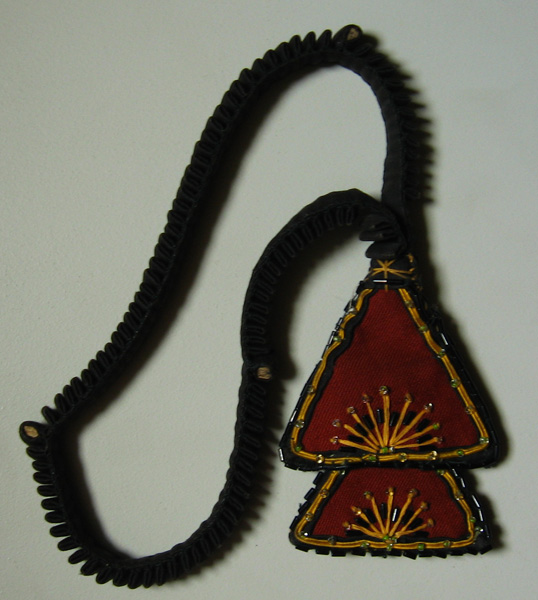
Une verviță, chapelet typiquement lipovène.

Non reconnus par les églises orthodoxes canoniques, qui sont en union avec les pouvoirs politiques roumains ou russes, ils ont leur propre liturgie et hiérarchie, ce qui leur a donné une tradition de résistance aux pouvoirs politiques (y compris communistes) et de laïcité (séparation de la foi et de l'État). L'identité lipovène repose sur la foi dans la sphère privée, le travail et la fête dans la sphère publique (où l'accordéon et la vodka jouent un rôle majeur). Lorsqu'une église se dégrade, les Lipovènes ne la rénovent pas et ne la démolissent pas, mais en construisent une autre plus loin.
Au XIXe siècle, l'Empire russe « rattrape » les Lipovènes en annexant la moitié orientale de la Moldavie (Bessarabie, 1812) et le Delta du Danube (1829-1856). Le tsar leur offre alors des avantages à condition de regagner le giron de l'orthodoxie canonique, et environ un tiers d'entre eux accepte (ce sont les « Faux-Lipovènes »). Une crise secoue alors la communauté, qui, pour compenser ses pertes, s'interroge s'il faut accueillir la secte des Scoptes, qui faisaient vœu de chasteté et se castraient rituellement après le second enfant. Finalement les Scoptes intègrent les Lipovènes au cours des années 1930 en renonçant à leurs mutilations.
Durant la Seconde Guerre mondiale les Lipovènes furent très nombreux à résister aux Allemands (ils ont coulé des patrouilleurs sur le Danube, abrité des Juifs en fuite, participé à la Résistance roumaine et aux partisans soviétiques), mais ils reprirent cette résistance après la guerre contre les régimes communistes soviétique et roumain, et plus de la moitié d'entre eux fut déportée (ceux d'Ukraine au Goulag, ceux de Roumanie dans la plaine du Bărăgan), soumis au même genre de travaux forcés.
Après la Libération de 1989, les Lipovènes furent nombreux à émigrer comme marins des flottes de pêche industrielle, et il y a aujourd'hui une importante diaspora au Canada (Vancouver) où ils rejoignirent les Doukhobors, et aux États-Unis (Seattle, Alaska).

## Situation actuelle

### Roumanie

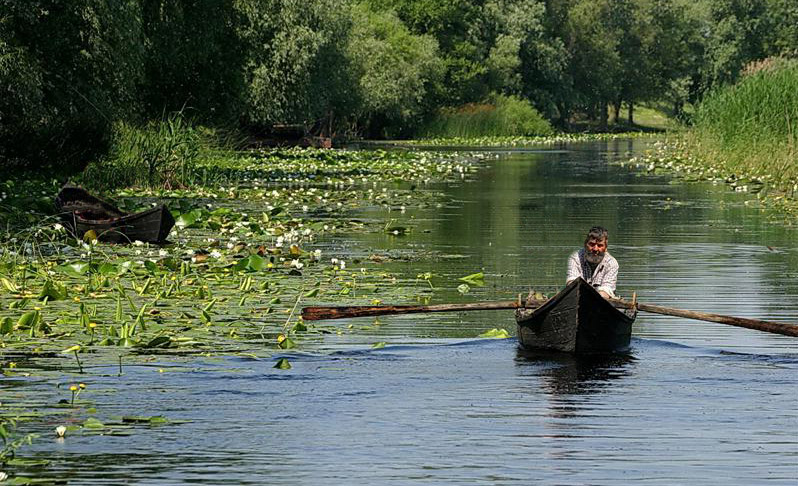
Pêcheur lipovène de Chilia Veche

La majorité est membre de l'Église orthodoxe vieille-ritualiste lipovène et une minorité de l'Église vieille-orthodoxe russe.

### Diaspora
Il y des communautés organisées de Lipovènes en Italie et en Espagne.